# 玛高温
玛高温（Daniel Jerome Macgowan，1814-1893），美北浸礼会派遣来华的医疗传教士。1843年2月抵达香港，九月尾抵达宁波，11月开办医疗所。1844年春，玛高温暂时关闭医疗所，前往孟加拉与 Osborne 小姐结婚，年底到达香港，1845年2月，携夫人离开香港北上宁波。他在宁波从开医疗所，同时被选为医疗传道会的代理人。在宁波期间，他常对中国人传教。1854年因妻子健康原因，移居厦门、香港、澳门。1859年访问日本。后因健康欠佳，携带家眷返回伦敦。这时期他在英国各地开设讲座，讲述中国和日本的状况。1862年回到美国，此后在美军中任职。1893年7月19日，七十九岁的玛高温病逝于上海虹口文监师路（今塘沽路）寓所。《纽约时报》报道他的去世时，称其为上海最老的居民之一。

## 著述
- 《博物通书》1851 宁波
- 《日食图说》1852 宁波
- 《航海金针》1853 宁波
- 《中外新报》1854年 宁波创刊。